# Eriotheca vargasii
Eriotheca vargasii är en malvaväxtart som först beskrevs av José Cuatrecasas, och fick sitt nu gällande namn av André Georges Marie Walter Albert Robyns. Eriotheca vargasii ingår i släktet Eriotheca och familjen malvaväxter. Inga underarter finns listade i Catalogue of Life.